# Толгай Арслан
Толгай Али Арслан (на немски: Tolgay Ali Arslan) е германски футболист от турски произход, роден на 16 август 1990 г. в Падерборн. Играе на поста полузащитник в Хамбургер ШФ.

## Клубна кариера
Преди да подпише първи професионален договор в кариерата си с отбора на Хамбургер, Арслан играе за юношеските формации на Борусия Дортмунд. При юношите старша възраст той отбелязва 21 гола в 13 мача, при това като полузащитник, и веднага е определен за един от големите таланти на германския футбол. В Хамбургер първоначално играе за втория отбор, но заради много контузени играчи получава шанс да дебютира за първия отбор в Първа Бундеслига на 17 октомври 2009 г. срещу Байер Леверкузен, но още през първото полувреме също получава контузия. Следват нови контузии и затова успява да запише още само пет мача до края на сезона в Първа Бундеслига. Преди сезон 2010/2011 отива под наем за една година в Алемания Аахен, където е несменяем титуляр. След завръщането си в Хамбургер се контузва отново и отпада за по-дълго време. През сезон 2012/2013 се налага като титуляр заедно с Милан Бадел в схемата на отбора с двама дефанзивни полузащитници.

## Национален отбор
Първоначално Арслан играе за младежките формации на Турция, но през 2010 г. избира в бъдеще да представлява отбора на Германия. За младежкия отбор на Германия дебютира в края на 2012 г. срещу връстниците си от Турция.